# John Tyndall
John Tyndall (Leighlinbridge, 1820. augusztus 2. – Hindhead, 1893. december 4.) Írországban született brit fizikus.

## Életpályája
1848-ban Marburgba, majd Berlinbe ment, hogy ott felsőbb tanulmányait végezze. Hazájába visszatérve a Queenwood College tanára lett. 1851-ben találkozott Thomas Henry Huxley-val, akivel életre szóló barátságot kötött. 1853-ban meghívták a Royal Institution fizikai tanszékére, ahol Michael Faraday munkatársa és barátja lett. 1887-ben nyugalomba vonult.

## Munkássága
Főleg az energiamegmaradás törvényének következményeit kutatta. Nagyon érdekelte az energia különböző fajtáinak (diamágnesesség, sugárzó meleg, hang) terjedése.
Nevezetesek gleccserkutatásai — ezt a munkát Huxley-val kezdte, majd egyedül folytatta, és jelentős eredményeket ért el a jégfolyás mechanizmusának tisztázásában.
A fény szóródását is vizsgálta különböző közegekben; így fedezte fel a később róla elnevezett Tyndall-jelenséget. Kísérletekkel megmutatta, hogy  a föld felszínéről az ég azért látszik kéknek, mert a légkörbe érkező napsugarak szóródnak a légkört alkotó molekulákon, mielőtt a szemünkbe érkeznének.
Felfedezte, hogy a nedves levegő hőmérséklete kevéssé változik, miközben hőt nyel el. Igazolta, hogy az élelmiszer nem romlik meg, amikor csíramentes levegőben tartják; ezzel cáfolta a spontán nemzés elméletét.

## Művei
Első műveit Németországban, németül írta.
- Die Schraubenfläche mit geneigter Erzeugungslinie (Marburg 1850)
- The glaciers of the Alps (London 1860)
- On radiation (1865)
- Hours Of Exercise In The Alps (1871) 
  - egy fejezete magyarul, Eötvös Loránd fordításában: A Jungfrau megmászása
- Contributions to molecular physics (1872)
- Six Lectures on Light (1873)
- Heat considered as a mode of motion (7. kiadás: 1887)
  - magyarul: A hő mint a mozgás egyik neme (1872, Természettudományi Könyvkiadó Vállalat)
- The forms of water in clouds and rivers, ice and glaciers (6. kiadás: 1876)
- Faraday as a discoverer (4. kiadás: 1884)

## Előadásai
Számos előadást is tartott; ezek fordításai igen népszerűek voltak.
- Notes on electricity (1870)
- Lectures on electricity (1870)
- Natural philosophy in easy lessons (1869)